# Benedikt VI.
Benedikt VI. (??, Řím – červen 974, Řím) byl papežem od 19. ledna 973 až do své smrti. Sehrál důležitou roli ve vztahu k českým zemím, protože roku 973 potvrdil zřízení pražského biskupství.

## Život
Benedikt byl synem mnicha Hildebranda a před svým pontifikátem vykonával úřad kardinála jáhna v San Teodoro. Byl zastáncem a pravděpodobně také papežským kandidátem císaře Oty I. Stál proti nadějím Crescentiánů, římské šlechtické rodiny za vlády papeže Jana XIII., po jehož úmrtí byl 6. září 972 zvolen papežem. Písemné prameny o datu jeho zvolení nejsou jednotné, volební období se pohybuje od 13denního intervalu v polovině září, až po ukončení v prosinci. Protože se muselo čekat na potvrzení volby císařem, byl nový papež vysvěcen až 19. ledna 973. Lampert von Hersfeld psal v souvislosti s volbou o přítomnosti římských legátů v Quedlinburgu o Velikonocích 23. března 973 . Za necelý půlrok po nástupu papeže císař Ota I. zemřel a papež tak již v květnu 973 ztratil svou podporu v Římě a následujícího roku byl sesazen skupinou římských šlechticů vedených Crescentiem de Theodora, který byl synem Jana Crescentia a Theodory a bratrem papeže Jana XIII. Benedikt VI. byl uvězněn v Andělském hradě, tehdy městské pevnosti v moci Crescentiánů, a za vzdoropapeže byl dosazen Bonifác VII., který dal Benedikta VI. v červenci 974 uškrtit. Vraždu provedli podplacený kněz Stefan a jeho bratr. Bonifác VII. uprchl i s církevním pokladem do Konstantinopole před blížícím se císařem Ottou II.
Hlavním a pro české země zásadním činem Benedikta VI. bylo v roce 973 ustavení pražské diecéze, jež vznikla oddělením z řezenské diecéze.

## Odkazy

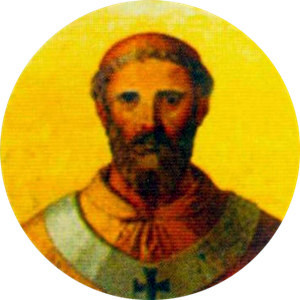
Portrét papeže Benedikta VI. v bazilice sv. Pavla za hradbami